# Shuhei Akasaki
Shuhei Akasaki (赤﨑 秀平, Akasaki Shuhei) est un footballeur japonais né le 1er septembre 1991. Il évolue au poste d'attaquant.

## Biographie
Il participe à la Ligue des champions d'Asie avec le club des Kashima Antlers. Lors de cette compétition, il inscrit un but contre le FC Séoul en mai 2015.
En décembre 2016, il participe à la Coupe du monde des clubs. Lors de cette compétition, il joue quatre matchs. Il inscrit un but contre le club néo-zélandais d'Auckland City. Les Kashima Antlers sont battus en finale par le Real Madrid.

## Palmarès
- Finaliste de la Coupe du monde des clubs en 2016 avec les Kashima Antlers
- Champion du Japon en 2016 avec les Kashima Antlers
- Vainqueur de la Coupe du Japon en 2016 avec les Kashima Antlers
- Vainqueur de la Coupe de la Ligue japonaise en 2015 avec les Kashima Antlers